# 로더럼 유나이티드 FC
로더럼 유나이티드 풋볼 클럽(영어: Rotherham United Football Club)은 사우스요크셔주 로더럼에 위치한 잉글랜드의 프로 축구 클럽이다. 클럽의 전통적인 색깔은 빨간색과 흰색이다. 2012-13 시즌부터 신축한 뉴욕 스타디움을 사용하고 있으며, 이 경기장에서 버턴 앨비언과 역사적인 첫 경기를 치렀다.

## 우승 기록

### 국내
- 풋볼 리그 트로피

우승 (2회): 1996,1998
- 풋볼 리그 3부

우승 (1회): 1980-81
- 풋볼 리그 3부 북부

우승 (2회): 1950-51
- 풋볼 리그 4부

우승 (1회): 1988-89

## 선수 명단

### 현역
참고: FIFA 자격 규정에 따라 소속된 국가대표팀 국기를 표시합니다. 선수는 복수의 FIFA 비회원국 국적을 가지고 있을 수 있습니다.
| 번호 | 포지션 | 국적     | 이름               |
| ---- | ------ | -------- | ------------------ |
| 9    | FW     | 자메이카 | 존슨 클라크 해리스 |

| 번호 | 포지션 | 국적 | 이름 |
| ---- | ------ | ---- | ---- |

## 역대 감독
| 감독          | 임기        |
| ------------- | ----------- |
| 토미 도허티   | 1967 ~ 1968 |
| 이언 포터필드 | 1979 ~ 1981 |
| 닐 워녹       | 2016        |